# Alvarezsauridae
De Alvarezsauridae zijn een groep theropode dinosauriërs die behoorden tot de Maniraptoriformes. Een familie Alvarezsauridae werd in 1991 door José Bonaparte benoemd om Alvarezsaurus een plaats te geven.
De klade werd voor het eerst gedefinieerd door Paul Sereno in 1999: de groep bestaande uit Shuvuuia en alle soorten nauwer verwant aan Shuvuuia dan aan Ornithomimus.
In 2005 gaf Sereno een voorzichtiger definitie: de groep bestaande uit Shuvuuia deserti Chiappe et al. 1998 en alle soorten nauwer verwant aan Shuvuuia dan aan Ornithomimus edmontonicus Sternberg 1933, Tyrannosaurus rex Osborn 1905, Therizinosaurus cheloniformis Maleev 1954, Oviraptor philoceratops Osborn 1924, Troodon formosus Leidy 1856 of de huismus Passer domesticus (Linnaeus 1758). De definitie omvat niet de naamgever Alverezsaurus zelf, zoals verplicht onder een mogelijke toekomstige PhyloCode; Sereno vermeldde echter dat de definitie indien nodig gemakkelijk aangevuld zou kunnen worden. Het grote aantal uitgesloten soorten weerspiegelt de problematische positie van de Alvarezsauridae.
Bonaparte meende nog dat de, slecht bekende, Alvarezsaurus een ceratosauriër was. In 1993 werd Mononykus olecranus beschreven en kreeg een eigen familie toegewezen: Mononykidae; in 1996 werd door de vondst van Patagonykus puertai duidelijk dat Mononykus tot de Alvarezsauridae behoorde. Mononykus en de later ontdekte Shuvuuia waren zeer vogelachtig; vooral de zeer elegante schedel met prokinesis (het vermogen de bovenkaak naar boven te laten draaien ten opzichte van de rest van de schedel) en een doorbroken os postorbitale (de oogkas is verbonden met meer naar achter gelegen schedelopeningen) doet zeer vogelachtig aan; daarbij is er een samengroeiing van de middenhandsbeentjes zoals bij de vogels. Mononykus werd dan ook door Norell tot de Aves gerekend; de groep als geheel zou dus een duidelijk voorbeeld zijn van zeer primitieve vogels die hun vliegvermogen weer waren kwijtgeraakt, zoals voorspeld door Gregory S. Paul. Al gauw echter toonden kladistische analyses aan dat het kennelijk ging om een geval van parallelle evolutie: de andere delen van het skelet, vooral het bekken, wezen niet op een zeer nauwe verwantschap met de vogels. De Alvarezsauridae werden in de analyses
verbonden met de Ornithomimosauria, een ander groep binnen de Maniraptoriformes die vogelachtige schedels bezit maar een primitiever bekken; samen zouden ze verbonden zijn in de Ornithomimiformes. 
Voor de parallelle evolutie is een functionele morfologische verklaring gegeven die uitgaat van een levenswijze als mieren- of termieteneter. De samengegroeide vingers dragen namelijk één enkele zeer sterk vergrote klauw, die gebruikt zou zijn om termietennesten open te breken; en deze voedselkeuze verklaart ook de elegantie van de schedel: om insecten te verslinden behoeft men geen krachtige kaken.
Mogelijke Alvarezsauridae zijn:
- Achillesaurus
- Alvarezsaurus
- Patagonykus
- Mononykinae
  - Ceratonykus
  - Mononykus
  - Shuvuuia
  - Parvicursor
- Xixianykus

Verder zijn de zeer slecht bekende vormen Rapator en Heptasteornis met de Alvarezsauridae in verband gebracht.
De Alvarezsauridae bestaan uit kleine bevederde warmbloedige vormen die gevonden zijn vanaf het Turonien tot het vroege Maastrichtien, van Azië en Zuid-Amerika.